# Diguetia balandra
Pour les articles homonymes, voir Balandra (homonymie).
Espèce
Diguetia balandra est une espèce d'araignées aranéomorphes de la famille des Diguetidae.

## Distribution
Cette espèce est endémique de Basse-Californie du Sud au Mexique,. Elle se rencontre vers La Paz.

## Description
Le mâle holotype mesure 4,8 mm et la femelle paratype 6,4 mm, les mâles mesurent de 3,9 à 4,8 mm et les femelles de 4,4 à 6,9 mm.

## Systématique et taxinomie
Cette espèce a été décrite par Jiménez, Cardiel et Chamé-Vázquez en 2022.

## Étymologie
Son nom d'espèce lui a été donné en référence au lieu de sa découverte, le Cerro Balandra.

## Publication originale
- Jiménez, Cardiel & Chamé-Vázquez, 2022 : « The spider genus Diguetia Simon, 1895 (Araneae: Diguetidae) in North America: a new species, redescriptions, and comments on the distribution of the genus. » Zootaxa, no 5205(2), p. 125-146.